# Georges Galli
Georges Henri Nicolas Galli, né le 22 novembre 1902 à Aix-les-Bains et mort le 3 juillet 1982 à l'hôpital de la Conception à Marseille, est un acteur français qui connaît un grand succès, puis entre au séminaire pour devenir prêtre. Il est notamment connu pour son rôle principal dans le film L'Homme à l'Hispano en 1926. Il meurt avec le titre de chanoine.

## Biographie

### Enfance et études
Georges Galli naît dans une famille modeste d'origine italienne. Il est le fils de Marie Versari et Dominique Galli, un employé de commerce. Il passe une grande partie de son enfance à Nice et passe l'essentiel de son cursus au lycée Masséna et à l'institut Lavoisier. Ses études de droit l'amènent finalement à Paris. Avocat pour la firme Metro-Goldwyn-Mayer, il côtoie rapidement le monde du cinéma et découvre les arts de la scène et du théâtre à l'âge adulte.

### Carrière cinématographique
Lors d'une prise de vues aux studios du Film d'Art à Neuilly on lui propose d'y faire de la figuration. Remarqué par Julien Duvivier et Marcel Vandal, il obtient le rôle principal de L'Homme à l'Hispano en 1926. Propulsé au rang de star, il devient l'un des acteurs convoités de l'époque.

### Vie ecclésiale
En juillet 1947, il devient vicaire à Sanary-sur-Mer. La mort accidentelle du curé Cathala en fait le titulaire de la paroisse le 23 février 1950.

### Implication dans la vie locale
C'est en 1955 qu'il a l'idée ambitieuse de construire un nouveau bâtiment pour accueillir les activités sportives, culturelles et les manifestations religieuses importantes. Ce sera la « Cité de la Jeunesse ». En 1978, le chanoine Galli en fait don à la ville. Après sa disparition, le Conseil municipal décide à l'unanimité de rebaptiser le bâtiment « Théâtre Galli ».
Son tombeau se trouve au cimetière ancien de Sanary-sur-Mer.

## Distinctions
- Croix de la Légion d'honneur décernée en 1970

## Filmographie
- Le Bouif errant de René Hervil (1926)
- L'Homme à l'Hispano de Julien Duvivier (1926) :  Georges Dewalter
- Yellow Stockings (en) de Theodor Komisarjevsky (en) (1928) : Richard Trevor
- The Broken Melody (en) de Fred Paul (en) (1929) : le prince Paul
- Un soir au Cocktail's Bar de Roger Lion (1929) : le jeune homme
- La nuit est à nous de Roger Lion, Carl Froelich et Henry Roussell (1930) : Alain